# Meteorus kyushuensis
Meteorus kyushuensis är en stekelart som beskrevs av Maeto 1988. Meteorus kyushuensis ingår i släktet Meteorus och familjen bracksteklar. Inga underarter finns listade i Catalogue of Life.